# Fraxinus chinensis
Fraxinus chinensis är en syrenväxtart som beskrevs av William Roxburgh. Fraxinus chinensis ingår i släktet askar och familjen syrenväxter. Inga underarter finns listade i Catalogue of Life.
Arten förekommer i centrala och östra Kina samt i östra Ryssland och på Koreahalvön. Den når även Japan och söderut till Vietnam, Laos och norra Thailand. Fraxinus chinensis växer i kulliga områden och i bergstrakter mellan 800 och 2300 meter över havet. Arten introducerades i Puerto Rico där den etablerade en fast population. Fraxinus chinensis ingår vanligen blandskogar. Den hittas ofta på sluttningar, nära vattendrag eller längs vägar.
Trädets trä används bland annat för mindre skåp och ett extrakt från barken ska ha läkande egenskaper. Barren används för att föda upp skålsköldlöss av arten Ceroplastes ceriferus. Insekten avsöndrar sedan ett sekret som liknar vax och som brukas för levande ljus.
För beståndet är inga hot kända. Fraxinus chinensis odlas i fler än 60 botaniska trädgårdar. IUCN listar arten som livskraftig (LC).